# صید گوشگیر

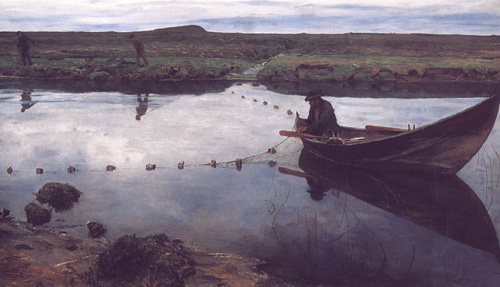
نقاشی رنگ روغن تور گوشگیر، ماهیگیر ماهی قزل‌آلا، اثر ایلیف پترسن

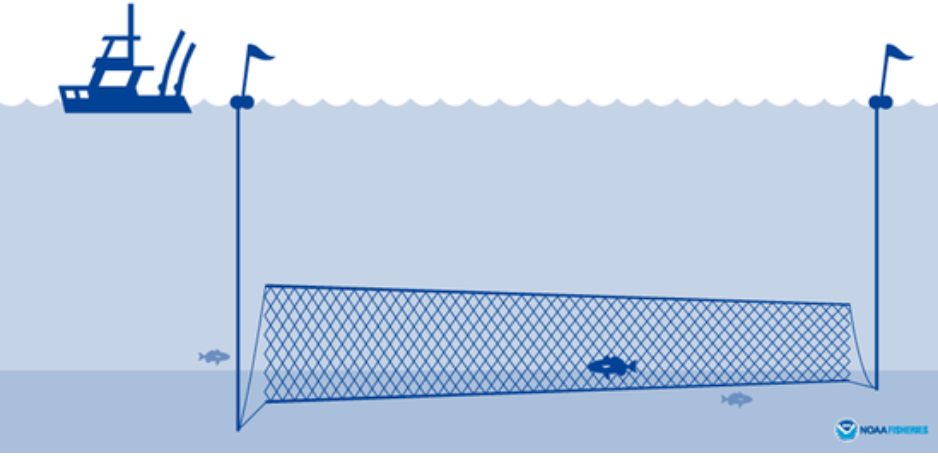
تصویر صید گوشگیر اداره ملی اقیانوسی و جوی

صید گوشگیر یا صید با تور گوشگیر (به انگلیسی: Gillnetting) یک روش ماهیگیری است که از تورهای گوشگیر بهره‌گیری می‌شود: صفحه‌های توری عمودی که از یک خط با شناورهایی با فاصله منظم که خط را روی سطح آب نگه می‌دارند آویزان می‌شوند. گاهی به شناورها «چوب‌پنبه» می‌گویند و خط با چوب پنبه به‌طور کلی به عنوان «خط چوب پنبه» شناخته می‌شود. خط در امتداد پایین پانل‌ها به‌طور کلی وزن دارد. به‌طور سنتی، این خط با سرب سنگین شده‌است و ممکن است به عنوان «خط سربی» نامیده شود. تور گوشگیر معمولاً در یک خط مستقیم قرار می‌گیرد. تورهای گوشگیر را می‌توان با اندازه مش و همچنین رنگ و نوع رشته‌ای که از آن ساخته شده‌است، مشخص کرد. ماهی را می‌توان به سه طریق توسط تور گوشگیر صید کرد:
1. گوه‌شده (Wedged)- توسط توری دور بدن نگه داشته می‌شود.
2. آبشش (Gilled)- با لیز خوردن توری پشت آبشش نگه داشته می‌شود.
3. گیرگرده (Tangled)- توسط دندان‌ها، خارها، فک بالا یا دیگر برجستگی‌ها بدون اینکه بدن به داخل شبکه نفوذ کند نگه داشته می‌شود.